# 巨泉のスター百面相
『巨泉のスター百面相』（きょせんのスターひゃくめんそう）は、1969年4月7日から同年9月25日までフジテレビ系列局で放送されていたフジテレビ製作のクイズ番組である。ペプシコーラ（日本ペプシコ＝現・サントリーフーズ）の単独提供。

## 概要
毎回5人の解答者たちに、さまざまな扮装をして出てくる芸能人4人の正体を当てさせていた番組。解答者たちには、コントでのやり取りや司会とのやり取りなどを見せて90秒間推理させ、もし全員が答えられなければ観客の誰かに答えさせていた。

## 放送時間
いずれも日本標準時。
- 月曜 19:00 - 19:30 （1969年4月7日 - 1969年6月30日）
- 木曜 19:00 - 19:30 （1969年7月3日 - 1969年9月25日）

## 出演者

### 司会
- 大橋巨泉

### レギュラー解答者
- 中村メイコ
- 山本直純
- 秋山庄太郎
- 初代林家三平
- 解答者はこの4人にゲスト1人を加えた計5人が務めていた。

## 主題歌
「おれは天下の百面相」
作詞：井上ひさし / 作曲・編曲：筒美京平 / 歌：大橋巨泉
ビクターレコード（日本ビクター音楽レコード事業部。現：ビクターエンタテインメント）、およびテイチクレコード（現：テイチクエンタテインメント）からこの曲を収録したEP盤が発売された。B面曲は「こりゃまたみなさん百面相」（作詞：井上ひさし / 作曲：筒美京平 / 編曲：鈴木宏昌）。この曲は2001年12月19日発売のコンピレーション・アルバム『60's TVヒッツ・コレクション〜キイハンター〜』、B面曲の「こりゃまた〜」は2002年8月21日発売のコンピレーション・アルバム『東京ボサノヴァ・ラウンジ』（共にテイチクエンタテインメント）で、それぞれCD化されている。
この曲は、1988年3月29日にTBS系列局で放送された期首特番『クイズまるごと大集合』のクイズダービーコーナー（担当は関口宏）の問題にされた。